# 日本禁酒同盟
一般財団法人日本禁酒同盟（にほんきんしゅどうめい、英名：Japan Temperance Union）は、酒害に関する知識を普及し酒害の予防及び酒害者の救済を目指す団体。元文部科学省所管の財団法人。
明治期の禁酒運動にルーツを持つ組織で、1890年に「東京禁酒会」の会長に就任した安藤太郎を初代理事長と位置づけている（1890年は各地の禁酒団体が集まった集会「第一回大日本禁酒同盟会」が開催された年でもある）。1898年に全国組織として「日本禁酒同盟会」が発足、1920年に財団法人「日本国民禁酒同盟」となった。「日本禁酒同盟」という名称となったのは第二次世界大戦後である。本項では前身組織も含めて説明する。

## 概要
日本禁酒同盟では宗教宗派・政党政派に偏らない運動を通し、酒害のない社会づくりを掲げている。

## 歴史

### 日本における初期の禁酒運動
1875年（明治8年）に横浜で奥野昌綱を議長として組織された「禁酒会」（第一次横浜禁酒会:16）が日本人による最初の禁酒運動組織とされる。奥野らの禁酒会は「キリスト教の伝道の一環」:16として組織されたもので、結果的に短命に終わったが、影響を受けて故郷で禁酒会を組織する者も出た:17。
1876年（明治9年）、札幌農学校教頭に赴任したクラークは生徒にキリスト教への入信を勧めたが、「イエスを信ずる者の契約」とともに「禁酒禁煙の誓約書」も交わしている:17。誓約を行った一期生の中には、のちに日本国民禁酒同盟理事長（第3代）となる伊藤一隆がいる:17。
1881年（明治14年）に西本願寺が設立した普通教校（僧侶と一般の学生がともに学ぶ学校。龍谷大学の前身）では、高楠順次郎らにより「禁酒進徳」をスローガンとする学生団体「反省会」が組織された。
1883年にアメリカで組織されたキリスト教婦人矯風会 (WCTU、当時の日本では「万国婦人禁酒会」などと訳された:18) は、禁酒運動を強力に推進した。1886年（明治19年）、キリスト教婦人矯風会からレヴィット夫人 (Mary Clement Leavitt) が日本に禁酒遊説に訪れた:18。演説会は盛況であり、レヴィット夫人の呼びかけに応じ、各地で禁酒団体が組織された:18。

### 安藤太郎とハワイの禁酒会
のちに東京禁酒会会長・日本禁酒同盟会会長となり、日本禁酒同盟の「初代理事長」に位置づけられる安藤太郎（1846年 - 1924年）は外交官である。安藤は4,5歳の頃から酒を飲みはじめたかなりの鯨飲家であり、このために文子夫人が相当に苦労したと伝えられる。1886年（明治19年）、安藤はハワイ王国に総領事として赴任した。当時のハワイの日本人移民社会は荒んでおり、飲酒に溺れる者も少なくなかった:21。安藤も日本人社会に模範を示すべく禁酒をすることがよいことであると理解しつつ、踏ん切りがつかなかったという。
ハワイの日本人社会の状況を聞いた、サンフランシスコのメソジスト教会牧師美山貫一はハワイに移り、日本人移民の生活向上に尽力する:21。文子は美山貫一から米国の禁酒運動について話を聞き、禁酒は可能であり、また米国には一生禁酒を貫く人がいることを知る。1887年（明治20年）12月、文子夫人は、安藤のもとに届いた2樽の日本酒を処分（「樽割り」と称される）。安藤もこれを好機として禁酒をすることにしたという。なお、美山の影響を受け、安藤夫妻をはじめ領事館の館員が全員受洗する:21。
1888年（明治21年）4月、安藤はハワイで「在布哇日本人禁酒会」を設立した:21。この会は当時のハワイ在住日本人6300人余の約1/3、2000人余の会員を擁することとなり、その成功は日本国内に広く知られることとなった:22。1889年（明治22年）10月、安藤は夫人の病気療養のために日本に帰国:22。横浜禁酒会など各地の禁酒会:21に迎えられて禁酒演説を行ったが、「平民的軽妙な弁舌」と評される演説上手であり、禁酒運動のカリスマ的指導者になっていった:22。

### 東京禁酒会
1889年7月の時点で、日本には大小63の禁酒団体があり:18、この中には矢島楫子の東京婦人矯風会、林蓊の横浜禁酒会（第三次）、伊藤一隆らの北海禁酒会（北海道）、吉植庄一郎らの北総禁酒会（千葉県。のちに全国組織の必要を訴え自ら「帝国禁酒会関東支部」と改称:20）、高楠順次郎らの反省会（京都）などが含まれる:18。国家の文明化を果たす上で「国家的禁酒」が必要であるという考え方や、個々人に利益をもたらす「家族的禁酒」の考え方、あるいは禁酒を通じた社会改良運動の側面は、キリスト教徒に限らない人々に禁酒運動が受け入れられることにつながった:19-21。
1890年（明治23年）には、WCTUから2人目の遊説員としてジェシー・アッカーマン (Jessie A. Ackermann) が日本を訪れた:22。1890年（明治23年）年3月28日、築地にあったメソジスト教会において:22、アッカーマンに触発された佐々城豊寿・潮田千勢子ら（日本キリスト教婦人矯風会の創立メンバー）を中心として東京禁酒会が発足した。当初、東京禁酒会は代表者を置かず集団指導体制としていた。
1890年（明治23年）5月、第1回「大日本禁酒同盟会」が3日間の日程で、東京地学協会の会館（東京禁酒会の事務所が置かれていた）において開催された:23。アッカーマンの来日以前、佐々城と潮田は津田仙（1887年に『酒の害』を刊行し、積極的な禁酒演説も行っていた）とも相談し、横浜禁酒会・帝国禁酒会関東部・北海禁酒会に連絡をとって代表の上京を要請:23。上京した代表たちは、毎年1回の「全国禁酒同盟会」の開催を決議していた:23。第1回「大日本禁酒同盟会」は東京禁酒会を幹事として、上記禁酒団体やメソジスト教会宣教師らの参加を得た:23。なお、同時期には北海道で、北海禁酒会と仏教青年会が合同で「禁酒大演説会」を開催している:23。
1890年（明治23年）11月、東京禁酒会は総会で安藤太郎を会長に、根本正を副会長に選出した。

### 日本禁酒同盟会
1896年（明治29年）、WCTUのクララ・パリッシュ (Clara Parrish) が来日。全国各地の禁酒会をつなぐ全国組織「日本禁酒同盟会」の結成が進められる。
1898年（明治31年）10月1日、東京九段美以教会において日本禁酒同盟会が発会した。設立時の役職者は以下の通り。
- 会長 - 安藤太郎
- 総副会長 - 伊藤一隆、津田仙、J・ソーパル、根本正
- 副会長 - 林蓊 ほか、各地の禁酒会長
- 記録幹事 - H・コーツ、鵜飼猛
- 会計幹事 - 角倉賀道、安西唯三郎
- 理事員 - J・コーサンド、H・タムソン、C・ガースト、S・タッピング、B・チャペル、E・レビット、小林光泰、尾藤徳義、二宮安次、小方仙之助、砂田乙治、古沢繁次郎、美山貫一、原誼太郎、青木堅治、石井甲次郎

安藤は、東京禁酒会の会長と、全国組織である日本禁酒同盟会の会長を兼任した。
1917年（大正6年）、日本禁酒同盟第1回全国大会が甲府で開催される:155。しかし、1918年（大正7年）に宗教色を脱するよう主張した大阪の禁酒同盟会が脱会:155。1919年（大正8年）、青木庄蔵を会長として:155国民禁酒同盟が組織される。
この分裂については、禁酒運動がキリスト教布教の手段との誤解が背景にあったとされ（実際に運動にキリスト教色が強まったために分裂したと叙述する事典もある）、国民禁酒同盟は禁酒運動そのものを追求することを掲げた。

### 日本国民禁酒同盟
1920年（大正9年）、日本禁酒同盟会と国民禁酒同盟との合同が妥結するとともに、財団法人として登記された（3月25日）。名称も財団法人日本国民禁酒同盟となり、事務所は神田表猿楽町のYMCA同盟会館に置かれた。理事長には長尾半平が就任した。「宗教に偏せぬ全国的大合同」が成功し:158、1922年には全国大会も再開された（以後1943年まで毎年開催された:158）。
同盟の幹部である根本正は衆議院議員（1898年より当選11回、政友会所属）で、1901年より帝国議会に「未成年者飲酒禁止法案」を提出し続けた。未成年者飲酒禁止法（現・二十歳未満ノ者ノ飲酒ノ禁止ニ関スル法律）は1922年に公布される。
1930年代の恐慌に伴う農村政策や、戦時下の炭坑での労働管理の一環として、禁酒運動は政府から関心を寄せられた:158。戦時期に日本国民禁酒同盟は「禁酒報国」をスローガンとし、積極的な戦争協力を行った:158-159。

### 第二次世界大戦後
第二次世界大戦の戦災のため、組織は解散状態になったが:159、1949年に本郷中央教会の武藤健牧師の支援を受け日本禁酒同盟として活動を再開した。同盟復興総会は1949年4月5日、麻布の安藤記念教会（安藤太郎の旧宅地）で行われた。
戦後復興が進む中で、伝統的な禁酒運動は衰退することとなった:159。一方で、酒類の生産が拡大するとともにアルコール依存症が問題となり:159、同盟は運動路線を徐々に変化させていく:159。1953年には同盟内に断酒会（「断酒友の会」）が創立され:159、以後全国各地に「断酒会」が設立されることにつながった:159。1958年には「断酒新生会」が組織され、1963年には全日本断酒連盟（全断連）として独立した。なお、同盟の断酒会も「断酒修養会」として継続されている。
1994年、理事長を務めていた小塩完次の旧宅（東京都武蔵野市）に、小塩完次記念日本禁酒同盟資料館を設置（同盟事務所を兼ねる）。2010年代半ばに資料の委託先が求められた結果:155、同館所蔵資料は2016年5月に武蔵野大学政治経済研究所に寄贈された。武蔵野大学は「反省会」や日本国民禁酒同盟で禁酒運動に関わった高楠順次郎を学祖とする大学である:155。

### 略年表
- 1898年 - 日本禁酒同盟会発足
- 1920年 - 関西の国民禁酒同盟と合同し、財団法人日本国民禁酒同盟となる。
- 1949年 - 財団法人日本禁酒同盟と改称する。
- 1970年 - 組織名称を「酒害予防協会」と改称[1]。
- 1975年 - 組織名称を「日本禁酒同盟」に戻す[1]。
- 2012年4月 - 一般財団法人に移行

### 歴代理事長
歴代理事長は以下の通り。なお、安藤は東京禁酒会会長・日本禁酒同盟会会長であった。
- 初代 - 安藤太郎（1890年 - 1920年）
- 第2代 - 長尾半平（1920年 - 1921年）
- 第3代 - 伊藤一隆（1921年 - 1922年）
- 第4代 - 長尾半平（1922年）再任
- 第5代 - 林竜太郎（1922年 - 1944年）
- 第6代 - 諸岡存（1944年 - 1946年）
- 第7代 - 生江孝之（1946年 - 1957年）
- 第8代 - 片山哲（1957年 - 1971年）
- 第9代 - 山中吾郎（1971年 - 1976年）
- 第10代 - 小塩完次（1976年 - 1992年）
- 第11代 - 小塩玄也（1992年 - 2003年）
- 第12代 - 加藤純二（2003年 - 2016年）
- 第13代 - 中里強（2016年 - ）